# جياني دي جيوفاني
جياني دي جيوفاني (بالإيطالية: Gianni Di Giovanni)‏ هو صحفي إيطالي، ولد في 3 يوليو 1963 في بوتنسا في إيطاليا.